# Nekrofília (együttes)
A Nekrofília egy szekszárdi black metal együttes, melyet Tóth József gitáros és Szabó Zsolt énekes alapított 2005-ben. Csatlakozott a zenekarhoz Sallai Sándor basszusgitáros és Kákonyi Gergely dobos, majd ebben a felállásban vették fel a Bűnhődés bemutatkozó demót 2006-ban. Ezt követően a zenekarból távozott Kákonyi Gergely és Sallai Sándor így 2007-ben felfüggesztették az aktív együttműködést. 2009-ben csatlakozott gitárosként Kerekes Tamás az Initium Mortuus egyszemélyes projekt alapítója, így vele együtt rögzítették az Örvénylő vérzivatar demót és még ebben az évben a Necropedophilia lemezt, amelyeket a német SFH-Records lemezkiadó limitált sorszámozású CD-n adott ki. 2012-ben Szabó Zsolt távozott a zenekarból, Tóth József és Kerekes Tamás rögzítette az Infernal Decay lemez instrumentális részét.
2015-ben Bakos Gábor énekes csatlakozott a zenekarhoz és rögzítették az Infernal Decay lemez énekét. Ezt a lemezt a német Wolfmond Production lemezkiadó által lett publikálva hivatalosan. A Nekrofília dalszövegei aberráltak és polgárpukkasztóak, központi téma a hullagyalázás, a halál semmibe vétele és a sátánizmus.

## Tagok
Jelenlegi felállás
- Tóth József – gitár (2005 óta)
- Kerekes Tamás – gitár (2009 óta)
- Kovács Kristóf – basszusgitár (2009 óta)
- Bakos Gábor – ének (2015 óta)

Korábbi tagok
- Sallai Sándor – basszusgitár (2005-2007)
- Kákonyi Gergely – dob (2005-2007)
- Szabó Zsolt – ének (2005-2012)

## Diszkográfia
Albumok
- Necropedophilia (2009, SFH-Records)
- Infernal Decay (2015, Wolfmond Production)

Demók
- Bűnhődés (2006)
- Örvénylő vérzivatar (2009, SFH-Records)